# Stenoma javarica
Stenoma javarica es una especie de polilla del género Stenoma, orden Lepidoptera.
Fue descrita científicamente por Butler en 1882.

## Distribución
Se distribuye por Colombia, Brasil y Guayana Francesa.